# Alberto III di Sassonia-Wittenberg
Alberto III di Sassonia-Wittenberg (Wittenberg, 1375 – Wittenberg, 12 novembre 1422), fu Duca di Sassonia-Wittenberg dal 1419 sino alla sua morte.

## Biografia
Alberto III era il figlio primogenito di Venceslao I di Sassonia-Wittenberg e di sua moglie, Cecilia da Carrara.
Quando suo padre venne avvelenato nel 1419, suo fratello minore Alberto III (conosciuto con l'appellativo di il Povero), prese il governo del ducato di Sassonia-Wittenberg scoprendone però un paese impoverito ed esausto da anni di guerre ed egli poté fare ben poco per il suo popolo, limitandosi a condurre una vita solitaria e scostante. Intenzionato comunque a provare a salvare il salvabile, impose delle tasse nella città di Wittenberg nel 1421 in ambito commerciale nei mercati il che portò ad un conflitto con la popolazione della città. Infine il principe-elettore Federico di Brandeburgo venne chiamato a risolvere la disputa ed egli decise che le imposizioni di Alberto III sui cittadini erano ingiuste, ma supportò le tassazioni in forma più equa e ridotta.
Nel terzo anno del suo regno, scoppiò un tremendo incendio che avvolse la casa di campagna dove il principe elettore di Brandeburgo si trovava a dormire con diversi servi durante il periodo della caccia. La moglie, vestita solo di una veste da notte, venne salvata gettandosi da una finestra. Alberto III fu così colpito da questo fatto che morì pochi giorni dopo e venne sepolto nel monastero dei francescani di Wittenberg. Con la sua morte si estinse la casata ascanide dei Sassonia-Wittenberg ed il suo territorio passò al cugino Federico I di Sassonia.

## Matrimonio
Alberto III sposò il 14 gennaio 1420 Eufemia di Oels, figlia di Corrado III di Oels. Questo matrimonio non produsse eredi.

## Ascendenza
|                                    |                       |                             | Genitori              |  |  | Nonni |  |  | Bisnonni               |  |  | Trisnonni             |  |
|                                    |                       |                             |                       |  |  |       |  |  | Alberto II di Sassonia |  |  | Alberto I di Sassonia |  |
|                                    |                       |                             |                       |  |  |       |  |  | Alberto II di Sassonia |  |  | Alberto I di Sassonia |  |
|                                    |                       | Elena di Brunswick-Lüneburg |                       |  |  |       |  |  | Alberto II di Sassonia |  |  |                       |  |
| Rodolfo I di Sassonia-Wittenberg   |                       |                             |                       |  |  |       |  |  | Alberto II di Sassonia |  |  |                       |  |
|                                    |                       | Agnese d'Asburgo            | Rodolfo I d'Asburgo   |  |  |       |  |  |                        |  |  |                       |  |
|                                    |                       | Agnese d'Asburgo            | Rodolfo I d'Asburgo   |  |  |       |  |  |                        |  |  |                       |  |
|                                    |                       | Agnese d'Asburgo            | Gertrude di Hohenberg |  |  |       |  |  |                        |  |  |                       |  |
| Venceslao I di Sassonia-Wittenberg |                       | Agnese d'Asburgo            |                       |  |  |       |  |  |                        |  |  |                       |  |
|                                    |                       | Ulrico I di Lindow-Ruppin   | …                     |  |  |       |  |  |                        |  |  |                       |  |
|                                    |                       | Ulrico I di Lindow-Ruppin   | …                     |  |  |       |  |  |                        |  |  |                       |  |
|                                    |                       | Ulrico I di Lindow-Ruppin   | …                     |  |  |       |  |  |                        |  |  |                       |  |
| Agnese di Lindow-Ruppin            |                       | Ulrico I di Lindow-Ruppin   |                       |  |  |       |  |  |                        |  |  |                       |  |
|                                    |                       | Adelheid von Schladen       | …                     |  |  |       |  |  |                        |  |  |                       |  |
|                                    |                       | Adelheid von Schladen       | …                     |  |  |       |  |  |                        |  |  |                       |  |
|                                    |                       | Adelheid von Schladen       | …                     |  |  |       |  |  |                        |  |  |                       |  |
| Alberto III di Sassonia-Wittenberg |                       | Adelheid von Schladen       |                       |  |  |       |  |  |                        |  |  |                       |  |
|                                    | Giacomo II da Carrara | Nicolò da Carrara           |                       |  |  |       |  |  |                        |  |  |                       |  |
|                                    | Giacomo II da Carrara | Nicolò da Carrara           |                       |  |  |       |  |  |                        |  |  |                       |  |
|                                    | Giacomo II da Carrara | …                           |                       |  |  |       |  |  |                        |  |  |                       |  |
| Francesco I da Carrara             | Giacomo II da Carrara |                             |                       |  |  |       |  |  |                        |  |  |                       |  |
|                                    |                       | Lieta Forzatè               | …                     |  |  |       |  |  |                        |  |  |                       |  |
|                                    |                       | Lieta Forzatè               | …                     |  |  |       |  |  |                        |  |  |                       |  |
|                                    |                       | Lieta Forzatè               | …                     |  |  |       |  |  |                        |  |  |                       |  |
| Cecilia da Carrara                 |                       | Lieta Forzatè               |                       |  |  |       |  |  |                        |  |  |                       |  |
|                                    |                       | Pataro Buzzaccarini         | Aleduse Buzzaccarini  |  |  |       |  |  |                        |  |  |                       |  |
|                                    |                       | Pataro Buzzaccarini         | Aleduse Buzzaccarini  |  |  |       |  |  |                        |  |  |                       |  |
|                                    |                       | Pataro Buzzaccarini         | …                     |  |  |       |  |  |                        |  |  |                       |  |
| Fina Buzzaccarini                  |                       | Pataro Buzzaccarini         |                       |  |  |       |  |  |                        |  |  |                       |  |
|                                    |                       | …                           | …                     |  |  |       |  |  |                        |  |  |                       |  |
|                                    |                       | …                           | …                     |  |  |       |  |  |                        |  |  |                       |  |
|                                    |                       | …                           | …                     |  |  |       |  |  |                        |  |  |                       |  |
|                                    |                       | …                           |                       |  |  |       |  |  |                        |  |  |                       |  |